# 山本幸平
山本幸平（日语：／ Yamamoto Kohei，1985年8月20日—），日本男子自行车运动员。他曾代表日本参加2010年和2014年亚洲运动会自行车比赛，获得一枚银牌和一枚铜牌。他也曾参加2008年、2012年、2016年和2020年夏季奥林匹克运动会。